# Olivia Brett
Olivia Brett (Christchurch, 18 de junho de 2001) é uma canoísta neozelandesa.

## Carreira
Durante a infância, Olivia Brett foi diagnosticada com dislexia. Ela começou a fazer ginástica aos sete anos de idade e representou a Nova Zelândia internacionalmente até que uma lesão no quadril aos doze anos a forçou a abandonar o esporte e voltar-se para a canoagem.
Nos Jogos Olímpicos de Verão de 2024, em Paris, conquistou a medalha de ouro na competição do K-4 500 metros feminino, ao lado de Lisa Carrington, Alicia Hoskin e Tara Vaughan, com o tempo de 1:32.20.